# Inge Wersin-Lantschner
Inge Wersin-Lantschner z d. Lantschner (ur. 26 stycznia 1905 w Innsbrucku, zm. 16 czerwca 1997 tamże) – austriacka narciarka alpejska, 6-krotna medalistka mistrzostw świata.

## Kariera
Pierwszy sukces osiągnęła w 1928 roku, kiedy zdobyła mistrzostwo Austrii w zjeździe. Wynik ten powtórzyła rok później, wyprzedzając drugą na mecie Irmę Schmidegg o ponad 50 sekund. W 1930 roku była najlepsza w zjeździe, slalomie i kombinacji podczas zawodów Arlberg-Kandahar w Sankt Anton am Arlberg.
W 1931 roku wzięła udział w mistrzostwach świata w Mürren, zajmując drugie miejsce w slalomie. Rozdzieliła tam na podium dwie Brytyjki: Esmé MacKinnon i Jeanette Kessler. Rok później zajmowała drugie miejsce w zjeździe i kombinacji podczas mistrzostw świata w Cortinie d’Ampezzo, przegrywając odpowiednio tylko z Włoszką Paulą Wiesinger i Rösli Streiff ze Szwajcarii. Wzięła także udział w mistrzostwach świata w Innsbrucku, gdzie zwyciężyła we wszystkich trzech konkurencjach.
Jej rodzeństwo: Gustav Lantschner, Otto Lantschner, Gerhard Lantschner i Hadwig Pfeifer oraz kuzyn Hellmut Lantschner także uprawiali narciarstwo alpejskie.

## Osiągnięcia

### Mistrzostwa świata
| Miejsce | Dzień     | Rok  | Miejscowość       | Konkurencja | Wynik       | Strata     | Zwyciężczyni    |
| ------- | --------- | ---- | ----------------- | ----------- | ----------- | ---------- | --------------- |
| 2.      | 19 lutego | 1931 | Mürren            | Slalom      | 2:38,2      | +4,0       | Esmé MacKinnon  |
| 8.      | 20 lutego | 1931 | Mürren            | Zjazd       | 3:05,6      | +1:28,2    | Esmé MacKinnon  |
| 2.      | 4 lutego  | 1932 | Cortina d’Ampezzo | Zjazd       | 7:13,8      | +4,0       | Paula Wiesinger |
| 6.      | 5 lutego  | 1932 | Cortina d’Ampezzo | Slalom      | 2:02,9      | +14,8      | Rösli Streiff   |
| 2.      | 5 lutego  | 1932 | Cortina d’Ampezzo | Kombinacja  | 94,588 pkt  | -0,433 pkt | Rösli Streiff   |
| 1.      | 8 lutego  | 1933 | Innsbruck         | Zjazd       | 6:49,4      | -          | -               |
| 1.      | 10 lutego | 1933 | Innsbruck         | Slalom      | 2:10,4      | -          | -               |
| 1.      | 10 lutego | 1933 | Innsbruck         | Kombinacja  | 100,000 pkt | -          | -               |